# Lophotarsia ochroptera
Lophotarsia ochroptera är en fjärilsart som beskrevs av Emilio Berio 1973. Lophotarsia ochroptera ingår i släktet Lophotarsia och familjen nattflyn. Inga underarter finns listade i Catalogue of Life.